# テイラー・ミッチェル
テイラー・ミッチェル（Taylor Mitchell、1990年8月27日 - 2009年10月28日）は、カナダのフォークシンガー。カナダのオンタリオ州トロントに生まれ 、エトビコー芸術学校にて歌劇を専攻した。

## 経歴
2009年3月、アルバム『For Your Consideration』を自主リリースした。2009年6月には、バーズヒル州立公園で開催されるウィニペグ・フォーク・フェスティバルに出演をオファーされた。また死の数日前にはカナダ・フォークミュージック賞のヤング・パフォーマー・オブ・ザ・イヤーの候補者にノミネートされていた。
2009年10月27日、沿岸諸州へとツアーに訪れていたミッチェルはプリンスエドワードアイランド州、ニューブランズウィック州、ノバスコシア州などで公演を行っていた。彼女が死亡した日もノバスコシア州のシドニーで公演の予定が入っていた。彼女の死後、アルバム『For Your Consideration』はiTunes Storeからダウンロードができるようになった
。

## 死去
2009年10月27日の午後、ミッチェルはノバスコシア州のケープ・ブレトン高原国立公園のスカイライントレイルを一人でハイキングを行ったところ、2頭のコヨーテに襲われた。他のハイカーがその場へと駆け付け、コヨーテを追い払い911番へとレスキューを呼んだ。すぐに救急隊が駆け付け、彼女はシェティキャンプの病院へと運ばれ、そこからエリザベス2世健康科学センターへとヘリコプターにて運ばれた。しかし、日付が変わった朝方に彼女は息を引き取った。
王立カナダ騎馬警察の警官は、のちに同公園内でコヨーテを射撃するものの死体を見つけることは出来なかった。夕方になって公園のスタッフがコヨーテを射撃したが、死体に撃たれた跡は見つからなかった。公園のその付近には5頭から6頭ほどのコヨーテがその場にいたのではないかと推測されている。
モントリオールの新聞紙ガゼット内のインタビューではオンタリオ州ピーターボロにあるトレント大学のコヨーテの専門家とされるブラッド・ホワイトは彼女を襲ったのはコヨーテとオオカミの混合種であるコイウルフかもしれないと語った。しかしノバスコシア州天然資源省の生物学者ドン・アンダーソンは彼女を襲ったのがコヨーテとオオカミの混合種であるということを裏付けるものは何もないと語り、ニューブランズウィック州やノバスコシア州にオオカミがいない点にも留意した。ノヴァスコシア州の野生生物生物学者、ボブ・バンクロフトはコヨーテは未熟なハンターで空腹の幼児のようだとして、また略奪本能が獲物が逃げることにより刺激されると話した。このことにはオハイオ州立大学のコヨーテの専門家のスタン・ゲルトも語っており、「殆どのイヌ科(オオカミ、コヨーテ、キツネなど)は逃げようとする獲物を攻撃します。おそらく彼女もこのような行動をとったのでしょう。しかし残念なことに目撃者がいません。」と話した  。
この事故は1970年代にケープブレトン島に公園のスタッフがウサギの過剰繁殖により植物の新芽が食べつくされるのを危惧してコヨーテを持ち込んで以来初めての命を落とした事件であった 。彼女は北アメリカにおいてはコヨーテに襲われて命を落とした人間としては2人目で 、1981年8月にアメリカ合衆国のカリフォルニア州グレンデールにおいて3歳児のケリー・キーンが襲われて以来の事件であった
。